# Profesional'nyj Futbol'nyj Klub Nyva
Il Profesional'nyj Futbol'nyj Klub Nyva, conosciuto come Nyva Vinnycja (in ucraino Професіональний футбольний клуб «Нива»), è una società di calcio di Vinnycja, in Ucraina.  Milita in Druha Liha, la terza serie del calcio ucraino.

## Storia
Il club è stato fondato nel 1958 con il nome Lokomotyv (Локомотив); viene rinominato Nyva (Нива) nel 1979.
Piazzatosi tra i migliori club ucraini nell'ultima stagione della seconda divisione sovietica, viene ammesso nel 1992 al primo campionato ucraino post-indipendenza, dal quale però retrocede.
Risalito immediatamente in massima serie, centra il suo miglior risultato in campionato, piazzandosi al 10º posto nella stagione 1993-1994. Raggiungerà anche una finale di Coppa di Ucraina nel 1996, perdendo contro la Dinamo Kiev. Avendo quest'ultima vinto anche il titolo nazionale, il Nyva ottiene l'accesso alla Coppa delle Coppe 1996-1997.
Nella manifestazione europea, gli ucraini superano il turno preliminare, eliminando gli estoni del Tallinna Sadam, ma si fermano al primo turno, eliminati dalla squadra svizzera del Sion.
Alla fine della medesima stagione, il Nyva, piazzatosi ultimo in campionato, retrocede in Persha Liha, la seconda divisione. Allo stato attuale, risulta essere l'ultima apparizione in massima serie.
Nel 1999 il club cambia nome, divenendo FK Vinnycja (ФК «Вінниця»). Nel 2003 il nome diventa Nyva (Нива). Nel 2005, nonostante una fusione con il FC Bershad, che causa lo spostamento della sede nella città di Beršad', il club finisce ultimo, scendendo in terza divisione.
A causa di problemi finanziari il club si ritira alla vigilia della stagione 2006, partecipando a tornei dilettantistici; nel frattempo, proprio nel 2006, vi è un nuovo cambio di denominazione, Nyva-Svitanok (Нива-Світанок).
Nel 2007-2008, il club partecipa alla Druha Liha, la terza divisione. Nel 2008 assume la denominazione attuale di PFC Nyva.

## Palmarès

### Competizioni nazionali
- Vtoraja Liga: 1

1964
- Perša Liha: 1

1992-1993

### Altri piazzamenti
- Coppa di Ucraina:

Finalista: 1995-1996
- Druha Liha:

Secondo posto: 2009-2010
Terzo posto: 2008-2009, 2017-2018

## Nyva Vinnycja nelle Coppe europee
| Stagione | Torneo            | Turno       | Nazione             | Club           | Andata | Ritorno | Totale |
| -------- | ----------------- | ----------- | ------------------- | -------------- | ------ | ------- | ------ |
| 1996-97  | Coppa delle Coppe | Preliminare | Estonia (bandiera)  | Tallinna Sadam | 1-2    | 1-0     | 2-2    |
|          |                   | Sedicesimi  | Svizzera (bandiera) | Sion           | 0-2    | 0-4     | 0-6    |

In grassetto le gare casalinghe.